# 有川ひろ
有川 ひろ（ありかわ ひろ、女性、1972年〈昭和47年〉6月9日 - ）は、日本の小説家。高知県出身。園田学園女子大学卒。
2019年2月、ペンネームの表記を有川 浩（ありかわ ひろ）から有川 ひろへ改めた。
SFと軍事的要素の強いライトノベルで人気を博し、次第に現実的な一般文芸作品も手がけ多くの読者を獲得する。作品に『図書館戦争』（2006 - 07年）、『三匹のおっさん』（2008 - 09年）シリーズや、『阪急電車』（2008年）、『空飛ぶ広報室』（2012年）など。

## 人物
2003年、『塩の街 wish on my precious』で第10回電撃ゲーム小説大賞を受賞し、翌年に同作にてデビューした。ライトノベルでデビューしながらも、2作目からは一般文芸書籍と同等のハードカバー出版が続いており、文庫で出版されたデビュー作『塩の街』も後にハードカバーで再出版された。
2006年、4作目である『図書館戦争』シリーズを出版。インタビューでは自作を大人向けのライトノベルと語っており、一般文芸に活動の範囲を広げた現在でも自らを「ライトノベル作家」と称している。
名前の由来である「有川」は、書店に本が並んだ時に“あ”から始まる名前なら棚の最初のほうにくるから。「浩」は、親が喜ぶと思って本名から一字抜出したとのこと。また2019年2月に表記を有川 ひろに変更するまでは、「浩」が「ひろし」と読めるため男性だと勘違いされることも多かった。
影響を受けた作家に新井素子の名前を挙げており、大の宝塚歌劇団マニアでもある。

## 作風
デビューからしばらくの間は、主にSF・ミリタリー色の濃い作品を発表していた。
デビュー作から3作続けて、自衛隊と未知の物体・生物との接触をテーマにした作品を発表しており、陸上自衛隊の『塩の街』、航空自衛隊の『空の中』、海上自衛隊・機動隊の『海の底』は合わせて自衛隊三部作と称されている。また、2006年にスタートした『図書館戦争』シリーズでも「図書隊」という架空軍事組織が存在するパラレルワールドが描かれている。
2006年頃からは、『レインツリーの国』や『阪急電車』など、実世界を舞台にした作品も刊行されている。
有川によれば、彼女の作風は『ガメラ 大怪獣空中決戦』や『ガメラ2 レギオン襲来』や『大脱走』などの作品に強く影響を受けているとされる。

## 評価
『ダ・ヴィンチ』2009年1月号に掲載された「BOOK OF THE YEAR 2008」では、恋愛小説ランキングに第1位の『別冊 図書館戦争I』をはじめ、5位以内に合わせて4作品が選出された。また同ランキングの総合ランキングに自身の作品が5作品選出された他、ミステリー＆エンターテインメントランキングで『図書館革命』が9位に、好きな女性作家ランキングでは2位に選出されている。
2006年には、『図書館戦争』が『本の雑誌』が選ぶ2006年上半期エンターテインメントで第1位を獲得し、2007年度本屋大賞で第5位を獲得した。
2008年には、『図書館戦争』シリーズで第39回星雲賞日本長編作品部門を受賞。さらに、本シリーズ5作目の『別冊 図書館戦争I』は、雑誌『ダ・ヴィンチ』による「ダ・ヴィンチ BOOK OF THE YEAR 2008」恋愛小説部門で、第1位を獲得した。
2010年、『キケン』で第1回山田風太郎賞最終候補に挙がり、『植物図鑑』が本屋大賞第8位、第1回ブクログ大賞小説部門大賞を受賞。
2011年、『県庁おもてなし課』で第2回山田風太郎賞最終候補に挙がる。また、「ダ・ヴィンチ BOOK OF THE YEAR 2011」で総合1位と恋愛小説1位を獲得し、第3回ブクログ大賞小説部門を受賞した。『県庁おもてなし課』（角川書店 2011年）の印税をすべて東北地方太平洋沖地震の被災地に寄付することをブログにて公言している。同年、『ストーリー・セラー』が本屋大賞第10位を、『キケン』は本屋大賞第9位、第2回ブクログ大賞小説部門大賞を受賞。
2012年、『空飛ぶ広報室』と『三匹のおっさん ふたたび』が、「ダ・ヴィンチ BOOK OF THE YEAR 2012」で小説部門第1位、第2位をそれぞれ獲得している。
2013年、『空飛ぶ広報室』が第148回直木賞候補に挙がる。同年、『旅猫リポート』が第4回山田風太郎賞最終候補にノミネートされた。

## 作品リスト
以下、刊行年代順に記載。

### 自衛隊三部作
- 塩の街 wish on my precious（2004年2月 電撃文庫）
  - 【改題】塩の街（2007年6月 メディアワークス / 2010年1月 角川文庫）
- 空の中（2004年10月 メディアワークス / 2008年6月 角川文庫）
- 海の底（2005年6月 メディアワークス / 2009年4月 角川文庫）

### 図書館戦争シリーズ
- 図書館戦争（2006年2月 メディアワークス / 2011年4月 角川文庫）
- 図書館内乱（2006年9月 メディアワークス / 2011年4月 角川文庫）
- 図書館危機（2007年2月 メディアワークス / 2011年5月 角川文庫）
- 図書館革命（2007年11月 メディアワークス / 2011年6月 角川文庫）
- 別冊 図書館戦争I（2008年4月 アスキー・メディアワークス / 2011年7月 角川文庫）
- 別冊 図書館戦争II（2008年8月 アスキー・メディアワークス / 2011年8月 角川文庫）
- レインツリーの国（2006年9月 新潮社 / 2009年6月 新潮文庫 / 2015年9月 角川文庫） - 『図書館内乱』に登場する小説を実際に小説化したもの

### 自衛隊ラブコメシリーズ
- クジラの彼（2007年1月 角川書店 / 2010年8月 角川文庫） - 「空の中」「海の底」のスピンオフを二作収録
- ラブコメ今昔（2008年6月 角川書店 / 2012年6月 角川文庫）

### 三匹のおっさんシリーズ
- 三匹のおっさん（2009年3月 文藝春秋 / 2012年3月 文春文庫 / 2014年6月 新潮文庫 / 2015年1月 新潮社 / 2015年9月 講談社文庫）
- 三匹のおっさん ふたたび（2012年3月 文藝春秋 / 2015年1月 新潮社 / 2015年1月 新潮文庫 / 2015年9月 講談社文庫）

### シアター!シリーズ
- シアター!（2009年12月 メディアワークス文庫）
- シアター! 2（2011年1月 メディアワークス文庫）
- 有川浩脚本集 もう一つのシアター!（2011年5月 メディアワークス文庫）

### その他の小説
- 阪急電車（2008年1月 幻冬舎 / 2010年8月 幻冬舎文庫）
- 植物図鑑（2009年7月 角川書店 / 2013年1月 幻冬舎文庫）
  - 『三匹のおっさん ふたたび』に『野性時代』2009年8月号掲載の番外編「好きだよと言えずに初恋は、」収録
- フリーター、家を買う。（2009年8月 幻冬舎 / 2012年8月 幻冬舎文庫）
- キケン（2010年1月 新潮社 / 2013年6月 新潮文庫 / 2016年6月 角川文庫 / 2017年1月 KADOKAWA）
- ストーリー・セラー（2010年8月 新潮社 / 2015年12月 幻冬舎文庫） - 『Story Seller』に発表された「Side:A」に、単行本のために書き下ろされた「Side:B」を加えハードカバー化
- 県庁おもてなし課（2011年3月 角川書店 / 2013年4月 角川文庫）
- ほっと文庫 ゆず、香る（2011年8月 角川書店・バンダイ） - 文庫本と入浴剤がセットになったコラボ企画商品
- ヒア・カムズ・ザ・サン（2011年11月 新潮社 / 2013年9月 新潮文庫 / 2015年11月 講談社文庫） - 演劇集団キャラメルボックスとのコラボで執筆。2014年自身が所属するスカイロケットで舞台化された。
- 空飛ぶ広報室（2012年7月 幻冬舎 / 2016年4月 幻冬舎文庫）
- 旅猫リポート（2012年11月 文藝春秋 / 2015年3月 講談社青い鳥文庫 / 2017年2月 講談社文庫） - スカイロケットが2013年に舞台化した
- 絵本 旅猫リポート（2014年2月 文藝春秋）
- コロボックル絵物語（2014年4月 講談社）※絵：村上勉
- 明日の子供たち（2014年8月 幻冬舎/ 2018年4月 幻冬舎文庫）
- キャロリング（2014年10月 幻冬舎/ 2017年12月 幻冬舎文庫）- キャラメルボックスで上演される前提で成井豊と原案段階から相談した
- だれもが知ってる小さな国（2015年10月 講談社）※絵：村上勉
- アンマーとぼくら（2016年7月 講談社 / 2020年8月 講談社文庫）
- イマジン？（2020年1月 幻冬舎 / 2022年8月 幻冬舎文庫）
- みとりねこ（2021年8月 講談社 / 2024年4月 講談社文庫）
- 物語の種（2023年5月 幻冬舎）
- クロエとオオエ（2025年6月 講談社）

### エッセイ
- 倒れるときは前のめり（2016年1月 角川書店　2019年9月　角川文庫） - 小説「ゆず、香る」「彼の本棚」収録
- 倒れるときは前のめり ふたたび（2019年10月 KADOKAWA　2022年6月　角川文庫） - 小説「サマーフェスタ」（『県庁おもてなし課』サイドストーリー）「彼女の本棚」収録

### 未書籍化作品

#### 読切
- キケン 番外編（『小説新潮』2010年2月号 新潮社）
- サマーフェスタ（『野性時代』2011年1月号 角川書店）
- killing time 800（『小説新潮』2011年1月号 新潮社）
- 「阪急電車」もう一つの物語〜ミサの“その後”の物語〜（阪急電車等主要駅・車内ポスター / 映画「阪急電車」特設サイト）
  - 【改題】ミサの関西4駅めぐり（映画「阪急電車」DVD特別版特典）
- 透き間シーズン（『ノベルアクト2』2012年6月 角川書店）
- 華燭をめぐる（『ヒア・カムズ・ザ・サン副読本』2014年1月 紀伊國屋書店） - 『ヒア・カムズ・ザ・サン』アフターストーリー
- クリスマスに家に帰る（『小説新潮』2014年12月号 新潮社）
- 三匹のおっさん 特別読み切り（『小説新潮』2015年5月号 新潮社）
- 図書館戦争 オリジナルミニエピソード（映画「図書館戦争 THE LAST MISSION」公開記念特設サイト）
  - 【改題】あの人と本屋さん（映画「図書館戦争 THE LAST MISSION」DVDプレミアムBOX特典）
- あの人の手帳（映画「図書館戦争 THE LAST MISSION」×NOLTY オリジナル手帳特典 / 映画「図書館戦争 THE LAST MISSION」DVDプレミアムBOX特典）

### 参加アンソロジー
- 『Sweet Blue Age』（角川書店、2006年6月21日）
  - 短編作品『クジラの彼』収録（後に短編集『クジラの彼』に収録）
- 別冊小説新潮『Story Seller』（新潮社より雑誌形態で刊行、2008年）
  - 後に文庫化『Story Seller』（新潮文庫、新潮社、2009年）
  - 短編作品『ストーリー・セラー』収録（後に『ストーリー・セラー』に収録）
- 『まい・いまじね〜しょん-電撃コラボレーション』（電撃文庫、アスキー・メディアワークス 2008年）
  - 短編作品『恋愛のカミサマ』収録
- 『きみが見つける物語 十代のための新名作 恋愛編』（角川文庫、角川書店、2008年）
  - 短編作品『植物図鑑 Paederia scandens var. mairei』収録（「小説屋Sari-Sari」上で連載された『植物図鑑』の第一章部分）
- 別冊小説新潮『Story Seller』Vol.2（新潮社より雑誌形態で刊行、2009年）
  - 後に文庫化『Story Seller 2』（新潮文庫、新潮社、2010年）
  - 短編作品『ヒトモドキ』収録
- 別冊小説新潮『Story Seller』Vol.3（新潮社より雑誌形態で刊行、2010年）
  - 後に文庫化『Story Seller 3』（新潮文庫、新潮社、2011年）
  - 短編作品『作家的一週間』収録
- 『好き、だった。はじめての失恋、七つの話。』（MF文庫ダ・ヴィンチ・メディアファクトリー、2010年）
  - 短編作品『失恋の演算』収録
- 不思議の扉 午後の教室（2011年8月25日、角川文庫）
  - 短編作品『S理論』収録
- とっさの方言（2012年8月7日、ポプラ文庫）
  - 方言エッセイアンソロジー『何しよらぁ、おんしゃあ！』
- 『Story Seller annex』（新潮文庫、新潮社、2014年）
  - 『R-18--二次元規制についてとある出版関係者たちの雑談収録』（『小説新潮』2011年5月号 新潮社「Story Seller 2011」）
- ニャンニャンにゃんそろじー（講談社、2017年4月）
  - 後に文庫化『ニャンニャンにゃんそろじー』（講談社文庫、講談社、2020年2月）
  - 『猫の島』収録（『アンマーとぼくら』スピンオフ）

## 映像化作品

### テレビアニメ
- 図書館戦争（2008年4月11日 - 6月27日、全12話、アニメ、フジテレビ ノイタミナ枠、監督：浜名孝行、制作:Production I.G）

### テレビドラマ
- フリーター、家を買う。（2010年10月19日 - 12月21日、全10話、フジテレビ、主演：二宮和也）
  - フリーター、家を買う。スペシャルドラマ（2011年10月4日）
- 空飛ぶ広報室（2013年4月14日 - 6月23日、全11話、TBSテレビ、主演：新垣結衣）
- 三匹のおっさん〜正義の味方、見参!!〜（2014年1月17日 - 3月14日、全8話、テレビ東京、主演：北大路欣也）
  - 三匹のおっさん2〜正義の味方、ふたたび!!〜（2015年4月24日 - 6月12日、全8話）
  - 三匹のおっさん3〜正義の味方、みたび!!〜（2017年1月20日 - 3月10日、全8話）
  - 新春ドラマ特別企画「三匹のおっさんスペシャル 正義の味方、史上最大・最後の戦い！…かも？」（2018年1月2日）
  - 新春ドラマスペシャル「三匹のおっさんリターンズ！平成ラストの大暴れ&悪党まとめて大成敗SP! 」（2019年1月14日）
- キャロリング〜クリスマスの奇跡〜（2014年11月4日 - 12月23日、全8話、NHK BSプレミアム、主演：三浦貴大）
- 図書館戦争 BOOK OF MEMORIES（2015年10月5日、全1話、TBSテレビ、主演：岡田准一・榮倉奈々） - 実写映画シリーズのスピンオフドラマ

### 映画
- 阪急電車 片道15分の奇跡（2011年4月29日公開、配給：東宝、監督：三宅喜重、主演：中谷美紀）
- 図書館戦争 革命のつばさ（2012年6月16日公開、アニメ、配給：角川映画、監督：浜名孝行、制作：Production I.G）
- 図書館戦争シリーズ（配給：東宝、監督：佐藤信介、主演：岡田准一・榮倉奈々）
  - 図書館戦争 -LIBRARY WARS-（2013年4月27日公開）
  - 図書館戦争 -THE LAST MISSION-（2015年10月10日公開）
- 県庁おもてなし課（2013年5月11日公開、配給：東宝、監督：三宅喜重、主演：錦戸亮）
- レインツリーの国（2015年11月21日公開、配給：ショウゲート、監督：三宅喜重、主演：玉森裕太）
- 植物図鑑 運命の恋、ひろいました
（2016年6月4日公開、配給：松竹、監督：三木康一郎、主演：岩田剛典・高畑充希）
- 旅猫リポート（2018年10月26日公開、配給：松竹、監督：三木康一郎、主演：福士蒼汰）